# Sisu Terminal Systems

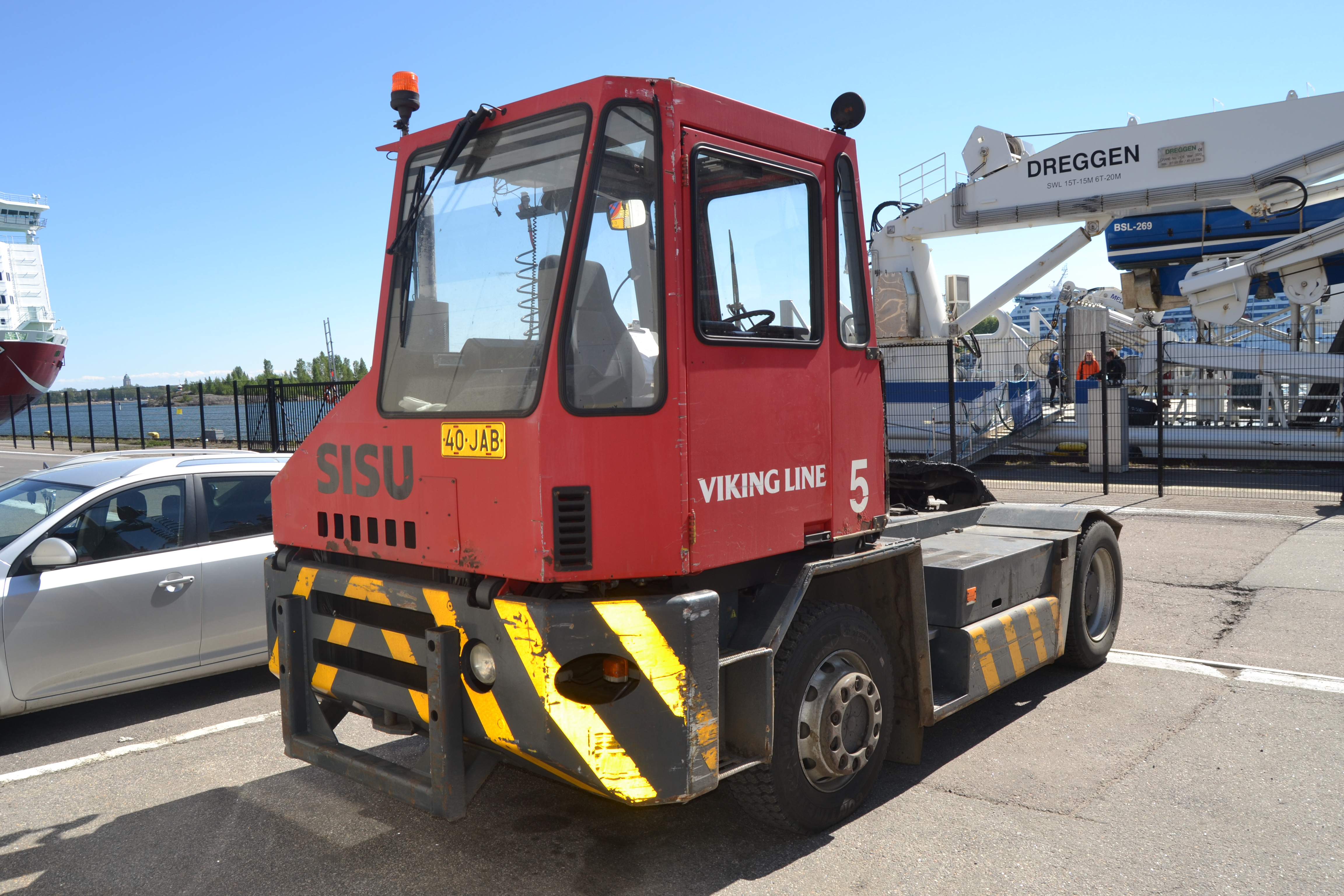
En Sisu terminaltraktor vid Vikingterminalen på Skatudden i Helsingfors

Sisu Terminal Systems Oy  var ett finländskt mekanisk verkstadsföretag, som tillverkade terminaltraktorer och grensletruckar. Företagets verksamhet ingår numera i den finländska koncernen Cargotec och dess produkter marknadsförs under varumärket "Kalmar"
Sisu Terminal Systems Oy Oy började som en produktlinje inom Suomen Autoteollisuus, som 1969 tillverkade några terminaltraktorer i Karis, baserade på lastbilskomponenter. Året därpå påbörjades ett utvecklingsarbete tillsammans med konsultföretaget Jaakko Pöyry för att få fram lämpliga specialfordon för på- och avlastning av ro-rofartyg. Detta resulterade i tillverkning av 22 fyrhjulsdrivna fordon av två modeller 1971. 
År 1989 avskildes tillverkningen av terminaltraktorer från Sisus övriga fordonsproduktion, och 1991 organiserades divisionen Sisu Terminal Systems för tillverkningen av ro-rofordonen. Vid sammanslagningen med Valmets fordonsproduktion 1994, då produktlinjen grensletruckar tillkom, bildades företaget Sisu Terminal Systems Oy.
Terminaltraktorerna tillverkades ursprungligen i Tavastehus, först baserade på komponenter från lastbilar. Vid mitten av 1990-talet flyttade företaget i etapper till tidigare Valmet-lokaler i Tammerfors. Under åren 1987–2005 fanns också en fabrik i Texas i USA, vars dragfordon marknadsfördes under varumärket "Magnum".
År 1993 köpte Sisu sin största konkurrent på den nordamerikanska marknaden, Ottawa Truck Corporation i Kanada.
Sisu, med dotterbolaget Sisu Terminal Systems, köptes 1997 av Partek, som ungefär samtidigt köpte det svenska truckföretaget Kalmar Industries av ABB. Därefter samordnades produktionen i de båda företagen, varvid varumärket Sisu för terminalfordon övergavs till förmån för "Kalmar".
Partek köptes i sin tur 2001 av Kone. Vid delningen av Kone 2005 hamnade tillverkningen av utrustning för container- ro-ro-hantering i det nybildade företaget Cargotec, där det idag ingår i affärsområdet Kalmar.